# Józef z Arymatei
Józef z Arymatei – według Nowego Testamentu człowiek, który ofiarował grób przygotowany dla siebie, na pochówek ukrzyżowanego Jezusa. Był osobą majętną i członkiem Sanhedrynu. Józef wyczekiwał królestwa Bożego i według Ewangelii św. Jana był uczniem Jezusa, święty Kościoła katolickiego, prawosławnego, ewangelickiego i ormiańskiego. 
Po śmierci Jezusa udał się do Poncjusza Piłata i poprosił o ciało Jezusa. Piłat, upewniony przez centuriona o śmierci skazańca, spełnił prośbę Józefa. Ten zaś niezwłocznie zakupił płótno i udał się na Golgotę, aby zdjąć ciało z krzyża. Tam, razem z Nikodemem, owinęli ciało Jezusa wraz z wonnościami (mirrą i aloesem) w płótno i złożyli je w grobie wykutym w skale.
Józef jest postacią bardzo tajemniczą i epizodyczną, na temat której powstało kilka wczesnych apokryfów Nowego Testamentu oraz legend powstałych w średniowieczu. Wiązały one jego osobę z Brytanią i św. Graalem.

## Legendy arturiańskie
Według legend arturiańskich Józef z Arymatei był tym, który zebrał krew z przebitego boku Jezusa Chrystusa do legendarnego kielicha zwanego św. Graalem. 
Następnie udał się z nim w podróż na Wyspę Potężnych, jak była nazywana przez tubylców Brytania. Tam ukrył kielich na Świętych Regaliach, które pod swoją opiekę wzięła Pani Jeziora, czyli najwyższa kapłanka świętej wyspy Avalon. 
Józef założył pierwszy klasztor w Brytanii i skupił wokół siebie grupę katechumenów, którzy poszli za nim w imię Chrystusa.

## Dzień obchodów
Jego wspomnienie liturgiczne w Kościele rzymskokatolickim obchodzone jest 17 marca lub 31 sierpnia, zaś w Kościele ewangelickim 31 lipca. 
Kościoły wschodnie, z uwagi na liturgię według kalendarza juliańskiego wspominają św. Józefa:
- Kościół greckokatolicki[7] i prawosławny
  - 31 lipca/13 sierpnia[a][8], tj. 13 sierpnia według kalendarza gregoriańskiego
- Kościół prawosławny - 3. niedziela okresu wielkanocnego (2. niedziela po święcie Paschy), niedziela  Świętych Niewiast Niosących Wonności,
- Kościół ormiański[8]
  - 25 października/7 listopada,
  - 9/22 kwietnia.

## Józef z Arymatei w filmie
Postać Józefa z Arymatei najbardziej widoczna jest w filmie Jezus z Nazaretu (1977) w reżyserii Franco Zeffirellego. Rolę tę grał James Mason.